# プラコグロビン
プラコグロビン（ジャンクションプラコグロビン、英: junction plakoglobin）またはγ-カテニン（英: gamma-catenin）は、ヒトではJUP遺伝子によってコードされるタンパク質である。プラコグロビンはカテニンファミリーのメンバーであり、β-カテニンと相同である。プラコグロビンは、心筋の介在板内に位置するデスモソームとアドヘレンスジャンクションの細胞質側構成要素であり、サルコメアを固定し、隣接する心筋細胞を連結する機能を果たす。プラコグロビンの変異は不整脈原性右室心筋症と関係している。

## 構造
ヒトのプラコグロビンは745アミノ酸からなり、81.7 kDaである。JUP遺伝子は13個のエクソンを持ち、17q21に位置する17kbの長さの遺伝子である。プラコグロビンはカテニンファミリーのメンバーであり、アルマジロリピートと呼ばれる明確な反復配列モチーフを持つ。プラコグロビンはβ-カテニンと高度に類似しており、どちらも12個のアルマジロリピートと構造未知のN末端、C末端の球状ドメインを持つ。

## 機能
プラコグロビンは、デスモソームとアドヘレンスジャンクションの双方において主要な細胞質側の構成要素である。心筋細胞の介在板に位置するこれらの構造において、膜直下の斑構造に共通して存在する既知の唯一の構成要素である。プラコグロビンはカドヘリンとアクチン骨格を連結する。プラコグロビンはデスモグレインとデスモコリンの細胞内カテニン結合部位の保存された領域に結合し、デスモソームを組み立てる。
プラコグロビンは介在板の正常な発生と心筋の安定性に必要不可欠である。JUP遺伝子のヌル変異のホモ接合型トランスジェニックマウスは、心臓におけるアドヘレンスジャンクションの重大な欠陥と機能的デスモソームの欠落のため胎生12日前後で死亡する。JUPヌル変異マウス胚から得られた心筋線維では、サルコメアのアドヘレンスジャンクションへの接着は正常であるが、受動的コンプライアンスが低下していることが示されている。
また、プラコグロビンの心臓特異的コンディショナルノックアウトマウスも作製されている。このトランスジェニックマウスは、心筋細胞の喪失、線維症と心臓機能の異常といった不整脈原性右室心筋症の患者と同じ表現型を示し、さらにデスモソームタンパク質の組成の変化やギャップジャンクションのリモデリングがみられる。また、心臓ではβ-カテニンシグナルの増加がみられる。心臓におけるβ-カテニンとプラコグロビンの役割の研究のため、これらのダブルノックアウトマウスも作製されている。このマウスでは心筋症、線維症、伝導異常、心臓突然死がみられ、おそらく致死的な特発性の心室性不整脈によるものである。また、マウスは介在板のギャップジャンクション構造の減少も示す。
細胞内のプラコグロビンの発現は、Wntシグナルとユビキチン-プロテアソーム依存的な分解によって制御されている。GSK3βと足場タンパク質のAPC、Axinからなる分解複合体（destruction complex）によるN末端のセリンのリン酸化によって、プラコグロビンは分解標的となる。リン酸化されたモチーフがユビキチンリガーゼであるβ-TrCPによって認識されることで、26Sプロテアソーム依存的な分解の標的となる。

## 臨床的意義
プラコグロビンをコードするJUP遺伝子の変異は、不整脈原性右室心筋症（ARVC）と呼ばれる心筋症の原因の1つとして関与が示唆されている。JUPの変異は、具体的にはナクソス病と呼ばれる常染色体劣性型疾患を引き起こす。この型は、ギリシャのナクソス島の家系で最初に同定された。ナクソス病型のARVCの表現型は、右心室とともに髪や皮膚が関係している点で独特である。患者は縮れたウール様の毛を持ち、また出生時に手掌と足底に紅斑があり、ハイハイや歩行で手掌や足底を使うようになるにつれて角化症へと進行する。これらは思春期初期のARVCの発症と100%共分離する。分子遺伝学の進展によって、ARVCが心筋のデスモソームの疾患であることが明らとなっている。
疾患の病理におけるプラコグロビンの役割に関する研究からは、siRNAによるデスモプラキンの発現抑制によってプラコグロビンは核に局在し、TCF/LEFを介したWntシグナルが減少することでARVCの発症に寄与することが示されている。具体的には脂肪細胞化因子の発現が誘導され、心外膜の心筋前駆細胞は脂肪細胞へと分化する。
非侵襲的な心臓スクリーニングでは、T波逆転、右室壁運動異常、頻発性の心室性期外収縮がJUP変異の高感度かつ特異的なマーカーとして特定されている。さらに、心筋デスモソームタンパク質の免疫組織化学的解析もARVCの高感度かつ特異的な診断検査となることが示されている。
デスモグレイン1やデスモグレイン3をコードする遺伝子の変異を原因とするプラコグロビン分布の異常は、尋常性天疱瘡への関与が示唆されている。

## 相互作用
プラコグロビンは次に挙げる因子と相互作用することが示されている。
- APC[43][44]
- CTNNA1（英語版）[45][46][47]
- CTNNB1[48][49]
- CDH1[43][48][50][51][52]
- CDH2[45][53]
- CDH3（英語版）[54]
- CDH5（英語版）[55][56]
- DSG2[57][58][59]
- DSP[60][61]
- MUC1（英語版）[62]
- PKP2（英語版）[63]
- PTPRK（英語版）[64]
- PTPRT（英語版）[65]
- PDLIM3（英語版）[66]

## 関連文献
- “Plakoglobin: a protein common to different kinds of intercellular adhering junctions”. Cell 46 (7):  1063–73. (Sep 1986). doi:10.1016/0092-8674(86)90706-3. PMID 3530498.
- “Molecular cloning and amino acid sequence of human plakoglobin, the common junctional plaque protein”. Proceedings of the National Academy of Sciences of the United States of America 86 (11):  4027–31. (Jun 1989). Bibcode: 1989PNAS...86.4027F. doi:10.1073/pnas.86.11.4027. PMC 287381. PMID 2726765.
- “Interactions of the cytoplasmic domain of the desmosomal cadherin Dsg1 with plakoglobin”. The Journal of Biological Chemistry 269 (19):  14075–80. (May 1994). doi:10.1016/S0021-9258(17)36756-X. PMID 8188687.
- “The E-cadherin-catenin complex in tumour metastasis: structure, function and regulation”. European Journal of Cancer 36 (13 Spec No):  1607–20. (Aug 2000). doi:10.1016/S0959-8049(00)00158-1. PMID 10959047.
- “Polycystin: new aspects of structure, function, and regulation”. Journal of the American Society of Nephrology 12 (4):  834–45. (Apr 2001). doi:10.1681/ASN.V124834. PMID 11274246.
- “Arrhythmogenic right ventricular cardiomyopathy caused by a deletion in plakoglobin (Naxos disease)”. Cardiac Electrophysiology Review 6 (1–2):  72–80. (Feb 2002). doi:10.1023/A:1017943323473. PMID 11984022.
- “Plakoglobin, or an 83-kD homologue distinct from beta-catenin, interacts with E-cadherin and N-cadherin”. The Journal of Cell Biology 118 (3):  671–9. (Aug 1992). doi:10.1083/jcb.118.3.671. PMC 2289540. PMID 1639850.
- “Chromosomal assignment of the human genes coding for the major proteins of the desmosome junction, desmoglein DGI (DSG), desmocollins DGII/III (DSC), desmoplakins DPI/II (DSP), and plakoglobin DPIII (JUP)”. Genomics 10 (3):  640–5. (Jul 1991). doi:10.1016/0888-7543(91)90446-L. PMID 1889810.
- “Tyrosine phosphorylation regulates the adhesions of ras-transformed breast epithelia”. The Journal of Cell Biology 130 (2):  461–71. (Jul 1995). doi:10.1083/jcb.130.2.461. PMC 2199929. PMID 7542250.
- “The human plakoglobin gene localizes on chromosome 17q21 and is subjected to loss of heterozygosity in breast and ovarian cancers”. Proceedings of the National Academy of Sciences of the United States of America 92 (14):  6384–8. (Jul 1995). Bibcode: 1995PNAS...92.6384A. doi:10.1073/pnas.92.14.6384. PMC 41522. PMID 7604000.
- “Identification of plakoglobin domains required for association with N-cadherin and alpha-catenin”. The Journal of Biological Chemistry 270 (34):  20201–6. (Aug 1995). doi:10.1074/jbc.270.34.20201. PMID 7650039.
- “The tyrosine kinase substrate p120cas binds directly to E-cadherin but not to the adenomatous polyposis coli protein or alpha-catenin”. Molecular and Cellular Biology 15 (9):  4819–24. (Sep 1995). doi:10.1128/mcb.15.9.4819. PMC 230726. PMID 7651399.
- “c-erbB-2 gene product directly associates with beta-catenin and plakoglobin”. Biochemical and Biophysical Research Communications 208 (3):  1067–72. (Mar 1995). doi:10.1006/bbrc.1995.1443. PMID 7702605.
- “Plakoglobin binding by human Dsg3 (pemphigus vulgaris antigen) in keratinocytes requires the cadherin-like intracytoplasmic segment”. The Journal of Investigative Dermatology 104 (5):  720–4. (May 1995). doi:10.1111/1523-1747.ep12606963. PMID 7738346.
- “Association of p120, a tyrosine kinase substrate, with E-cadherin/catenin complexes”. The Journal of Cell Biology 128 (5):  949–57. (Mar 1995). doi:10.1083/jcb.128.5.949. PMC 2120395. PMID 7876318.
- “The APC protein and E-cadherin form similar but independent complexes with alpha-catenin, beta-catenin, and plakoglobin”. The Journal of Biological Chemistry 270 (10):  5549–55. (Mar 1995). doi:10.1074/jbc.270.10.5549. PMID 7890674.
- “Identification of amino acid sequence motifs in desmocollin, a desmosomal glycoprotein, that are required for plakoglobin binding and plaque formation”. Proceedings of the National Academy of Sciences of the United States of America 91 (23):  10790–4. (Nov 1994). Bibcode: 1994PNAS...9110790T. doi:10.1073/pnas.91.23.10790. PMC 45111. PMID 7971964.
- “Association of plakoglobin with APC, a tumor suppressor gene product, and its regulation by tyrosine phosphorylation”. Biochemical and Biophysical Research Communications 203 (1):  519–22. (Aug 1994). doi:10.1006/bbrc.1994.2213. PMID 8074697.
- “Dynamics of cadherin/catenin complex formation: novel protein interactions and pathways of complex assembly”. The Journal of Cell Biology 125 (6):  1327–40. (Jun 1994). doi:10.1083/jcb.125.6.1327. PMC 2290923. PMID 8207061.
- “Stratification-related expression of isoforms of the desmosomal cadherins in human epidermis”. Journal of Cell Science 104 (3):  741–50. (Mar 1993). doi:10.1242/jcs.104.3.741. PMID 8314871.
- “Cloning of an alternative form of plakoglobin (gamma-catenin) lacking the fourth armadillo repeat”. Journal of Biochemistry 118 (4):  836–40. (Oct 1995). doi:10.1093/oxfordjournals.jbchem.a124988. PMID 8576101.
- “Association of human protein-tyrosine phosphatase kappa with members of the armadillo family”. The Journal of Biological Chemistry 271 (28):  16712–9. (Jul 1996). doi:10.1074/jbc.271.28.16712. PMID 8663237.